# Hostim
Hostim là một làng thuộc huyện Znojmo, vùng Jihomoravský, Cộng hòa Séc.